# Gu Family Book
 (octobre 2022).
 (novembre 2015).
Le contenu est difficilement compréhensible vu les erreurs de traduction, qui sont peut-être dues à l'utilisation d'un logiciel de traduction automatique.

Gu Family Book (hangul : 구가의 서; RR: Guga-ui Seo; aussi connu comme Kang Chi, the Beginning ou Le livre de la famille Gu) est une série sud-coréenne mettant en scène Lee Seung-gi et Suzy. Ce drama, qui mêle action et histoire, raconte l'histoire d'un personnage mi-homme, mi-monstre, qui cherche un livre ancien sur une légende coréenne: le Gumiho, qui contient le secret pour devenir humain.
Filmée à MBC Dramia à Gyeonggi, la série comporte 24 épisodes et a été diffusée sur MBC du 8 avril au 25 juin 2013 les lundis et mardis à 21:55.

## Résumé
Après que son père soit injustement accusé d'être un traître et assassiné, Yoon Seo-hwa (Lee Yeon-hee) est envoyée avec son jeune frère Jung-yoon (Lee David) et leur servante, Dam (Kim Bo-mi), dans une maison de gisaeng ("gibang"). Seo-hwan refuse d'abord de devenir une gisaeng, mais cède après que son frère se soit fait battre violemment sous ses yeux. Il est bientôt annoncé que son premier «client» ne sera nul autre que Jo Gwan-woong (Lee Sung-jae), celui même qui a trahi et tué son père.  
Juste avant de le rencontrer, Dam change de vêtements avec Seo-Hwa afin qu'elle puisse s'enfuir au milieu de la nuit, pendant que Dam prendra sa place auprès de Gwan-Woong. Mais il découvre la supercherie et envoie des hommes pour trouver Seo-hwa. Gu Wol-ryung (Choi Jin-hyuk), un gumiho protecteur de la forêt, découvre Seo-Hwa inconsciente dans la forêt et tombe amoureux d'elle. Seo-hwa tombe aussi amoureuse de lui et elle accepte de l'épouser après avoir appris que Dam et Jung-Yoon sont en sécurité. En réalité, Jung-Yoon avait été pendu et Dam s'est suicidée, mais Wol-ryung, incapable de lui dire la triste vérité, lui avait menti. Il ne lui a également pas révélé qu'il était un gumiho. 
Wol-ryung décide de devenir humain afin d'être avec Seo-hwa. Pour cela, il doit vivre 100 jours sans montrer sa vraie forme à un être humain, sans prendre une vie (animale ou humaine), et doit aider toute personne qui a besoin d'aide. Mais s'il échoue, il perdra toute chance devenir humain, et deviendra un démon pour les mille prochaines années. Wol-ryung réussit à suivre ces règles pendant presque 100 jours, mais alors qu'il ne lui reste plus que 11 jours, les hommes de Gwan-Woong trouvent Seo-hwa seule dans la forêt. Wol-Ryung se précipite pour l'aider, mais pour la sauver, il est obligé de révéler sa vraie forme, massacrant les soldats. Seo-hwa, horrifiée, s'enfuit et révèle la cachette de Wol-Ryung aux soldats qui le recherchent. Wol-ryung est tué peu de temps après par Dam Pyeong-joon (Jo Sung-ha), qui dirigeait les recherches, persuadé que le gumiho tuait des innocents. Seo-hwa découvre bientôt qu'elle est enceinte de l'enfant de Wol-ryung et donne naissance à un fils. Réalisant que le bébé n'est pas un monstre comme elle le craignait, et regrettant vraiment sa trahison envers Wol-ryung, Seo-hwa confie le bébé à la garde d'un moine et ami de Wol-Ryung, Sojung (Kim Hee-won). Elle affronte alors Gwan-Woong, mais est tuée.
L'enfant est trouvé dans un panier dans une rivière et adopté par l'aristocrate Park Mu-sol (Uhm Hyo-sup). Il grandit sous le nom de Choi Kang-chi (Lee Seung-gi). Il est présenté comme le  fils du serviteur du Seigneur Park Choi (Kim Dong-kyun) et élevé comme un véritable membre de la famille Park. Bien que la femme de Mu-sol, Dame Yoon (Kim Hee-jung) ne l'ait jamais aimé, le Seigneur Park aime Kang-chi comme son propre fils. Kang-Chi est proche des enfants du seigneur Park, Tae-seo (Yoo Yeon-seok) et Chung-jo (Lee Yu-bi), dont il est amoureux, bien qu'ellesoit fiancée à un autre. Kang-chi est connu dans le village pour être un fauteur de troubles, mais il est loyal, a bon cœur, et est très apprécié dans les environs de l'Auberge du centenaire, dirigée par la famille Park.
Cependant, Jo Gwan Woong revient au village pour voler les richesses du Seigneur Park.  Le Seigneur Park est tué en défendant Kan-chi alors que Gwan-Woong tente de s'emparer de l'auberge. Gwan-Woong jette Tae-seo et sa mère en prison, et Chung-jo est vendue à une gibang (maison de gisaengs). La chef des gisaeng, Chun Soo-ryun (Jung Hye-young), la convainc de survivre en utilisant de sa beauté et ses ruses, pour un jour accéder au pouvoir et se venger. Après que Kang-chi lui a promis de protéger ses enfants, Dame Yoon tente de poignarder Gwan-Woong, mais elle échoue et est tuée. Pendant ce temps Gwan-Woong est intrigué par Kan-chi et sa force apparemment surhumaine. Il utilise la magie pour jeter une malédiction à Tae-seo, qui lui fait croire que c'est Kang-chi qui a assassiné son père et a causé le malheur de la famille.
Dam Yeo-wool, maintenant maître des arts martiaux, (Suzy) et Gon (Sung Joon) ont été envoyés au village par son père pour enquêter sur une série de meurtres, dont ils soupçonnent Gwan-Woong d'être le responsable. Yeo-wool tombe sous Kang-chi : en raison de la façon dont elle est habillée et son habileté dans les arts martiaux et tir à l'arc, il la prend d'abord pour un homme. Témoin des malheurs qui frappent la famille Park, Yeol Woo aide spontanément Kang-chi quand il est chassé par les soldats de Gwan-Woong. Lors d'un combat, un soldat tranche le bracelet en perles de Kang-chi, qui scellait ses pouvoirs. Kang-chi se transforme en une créature mi-humaine, mi-animale et vainc ses ennemis rapidement. Sojung révèle plus tard à Kang-chi la vérité sur ses origines, ainsi que l'existence du livre secret et introuvable de la famille Gu, dans lequel est écrit le secret pour devenir humain .
Kang-chi est sauvé d'une condamnation à mort et Yi Sun-sin (Yoo Dong-Geun), un commandant de la marine, le prend sous son aile. Yi Sun-sin, Maitre Dam, et le Seigneur Park faisaient partie d'un groupe secret chargé de protéger la nation contre l'invasion étrangère Joseon. Yi place Kang-Chi dans l'école d'arts martiaux dirigé par Maître Dam, et là, il est formé physiquement et mentalement et apprend à contrôler ses transformations . Kang-chi et Yeo - laine tombent progressivement amoureux. Mais plusieurs obstacles subsitent dans leur chemins : la vilaine continuation de Gwan-Woong ; sachant qui était celui qui a tué le père de Kang- chi ; la réapparition de Wol-ryung, qui est transformé en un démon avec l'âme de sucer sans souvenirs qui ne peut être tuée par son fils; et l'avertissement de Sojung que Yeo-Wool est destiné à mourir si elle reste à côté de l'homme qu'elle rencontre sous l'arbre à fleur de pêcher sous un croissant de lune , qui est nul autre que Kang-chi lui-même.

## Distribution
- Lee Seung-gi : Choi Kang-chi[2],[3],[4],[5],[6],[7]

Un garçon mi-homme, mi-gumiho qui veut devenir humain. Au début, il aimait Jo-Chung à sens unique, mais il tombe peu à peu amoureux de Yeo-Wool.
- Bae Suzy : Dam Yeo-wool[8],[9],[10],[11],[12],[13]

Maître d'arts martiaux à l'école de son père, elle est particulièrement douée pour le tir à l'arc. Quand elle était plus jeune, Kang-chi l'a sauvée alors qu'elle était attaquée par un chien, et elle ne l'a jamais oublié. Elle tombe amoureuse de lui quand ils se rencontrent à nouveau. Elle l'accepte tel qu'il est, même s'il est une créature divine donc beaucoup de gens ont peur.
- Lee Sung-jae : Jo Gwan-woong

Un noble crapuleux. Dans le passé il convoitait Seo-hwa, il a fait en sorte de piéger et tuer son père, détruisant de nombreuses vies. Il est maintenant le cerveau derrière une série de meurtres et un plan de trahison contre Joseon. Il traque Kang-chi.
- Sung Joon : Gon

ll aime Yeo-Wool (à sens unique), dont il est le garde du corps. Il se dispute souvent avec Kang-chi.
- Yoo Yeon-seok : Park Tae-seo[14],[15]

Fils aîné de Park Mu-Sol et grand frère de Chung-Jo. Cultivé et plein de sang-froid, il aide son père à gérer l'auberge. Il est victime d'une malédiction qui lui fait croire que Kang-Chi a assassiné son père, mettant à l'épreuve leur amitié.
- Lee Yu-bi : Park Chung-jo[16]

Le premier amour de Kang-chi. Elle est promise en mariage à un haut fonctionnaire afin de soutenir sa famille, c'est pourquoi elle semble d'abord repousser Kang-Chi, qui affiche ouvertement ses sentiments pour elle. Après la tragédie qui s'abat sur sa famille, elle est forcée de devenir gisaeng. Kang-Chi lui promet de revenir la chercher une fois qu'il a prouvé l'innocence du Seigneur Park.
- Jo Sung-ha : Dam Pyeong-joon

Ancien soldat, à présent maître d'arts martiaux, père de Yeo-Wool.
- Jung Hye-young : Chun Soo-ryun

Chef des gisaeng.
- Yoo Dong-geun : Yi Sun-sin

Un commandant de la marine patriotique avec des plans secrets pour la construction de navires de tortues qui pourraient aider dans la lutte contre l'invasion des navires de guerre japonais .
- Choi Jin-hyuk : Gu Wol-ryung[17],[18],[19]

Le père de Kang-chi. Il est l'esprit gardien de Mt. Jiri, et tombe en amour avec un être humain .
- Lee Yeon-hee : Yoon Seo-hwa (ep 1-2, 21)[20],[21],[22]

La mère de Kang-chi . Elle est la fille d'un noble qui devient un gisaeng après que son père est enfermé pour trahison et tué.
- Yoon Se-ah : Yoon Seo-hwa (ep 14-21)

Elle revient des années plus tard déguisée en dame japonaise Ja Hong-myung, et prévoit secrètement sa vengeance contre Jo Gwan Woong.
- Kim Hee-won : Sojung - Moine bouddhiste qui était l'ami de Wol-ryung, et maintenant veille sur Kang-chi.
- Uhm Hyo-sup : Park Mu-sol - Un seigneur juste et droit, Seigneur Park est aimé par ses compatriotes, et est le père de Tae-seo et Chung-jo. Quand il trouve le bébé orphelin Kang-chi dans un panier flottant dans une rivière, il le prend  et devient son père de substitution.
- Lee Do-kyung : Le professeur Gong-dal - Un vieux sage enseignant à l'école d'arts martiaux de Maître Dam.
- Jo Jae-yoon : Ma Bong-chul - Un gangster local dont la vie est épargnée par Kang-chi, et lui devient fidèle.
- Kim Dong-kyun : Choi - Le serviteur du Seigneur Park et le père adoptif de Kang-chi.
- Jin Kyung : Yeo-joo - L'enseignant de Yeo-Wool dans les compétences domestiques, qui a le béguin pour Gon.
- Kim Ki-bang : Eok-man - L'ami de Kang-chi.
- Kim Sung-hoon : Wol-dae - Le serviteur chef préféré de Jo Gwan-Woong.
- Son Ga-young : Wol-sun - une gisaeng qui devient jalouse de Chung-jo, elle essaye de l'intimider et la saboter.
- Kim Hee-jung : Lady Yoon - L'épouse de Mu-sol qui renvoie Kang-chi.
- David Lee McInnis : Kageshima
- Song Young-kyu : Pil-mok - l'assistant de Seo-hwa.
- Park Joo-hyung : Han Noh
- Nam Hyun-joo : demoiselle chef au gibang
- Lee David : Yoon Jung-yoon - Le frère cadet de Seo- hwa (ep 1).
- Kim Bo-mi : Dam - la servante de Seo-hwa (ep 1).
- Jo Woo-jin : le soldat de Jo Gwan-joong

## Récompenses et nominations
| Année | Prix                                         | Catégorie                                     | Attribué à                  | Résultat |
| ----- | -------------------------------------------- | --------------------------------------------- | --------------------------- | -------- |
| 2013  | 7th Mnet 20's Choice Awards                  | 20's Drama Star - Homme                       | Lee Seung-gi                |          |
| 2013  | 7th Mnet 20's Choice Awards                  | 20's Drama Star - Femme                       | Bae Suzy                    |          |
| 2013  | 7th Mnet 20's Choice Awards                  | 20's Booming Star - Femme                     | Lee Yu-bi                   |          |
| 2013  | 8th Seoul International Drama Awards         | Outstanding Korean Drama                      | Gu Family Book              |          |
| 2013  | 8th Seoul International Drama Awards         | Outstanding Korean Actress                    | Bae Suzy                    |          |
| 2013  | 8th Seoul International Drama Awards         | Outstanding Korean Drama OST                  | Spring Rain - Baek Ji-young |          |
| 2013  | 8th Seoul International Drama Awards         | Outstanding Korean Drama OST                  | Don't Forget Me - Bae Suzy  |          |
| 2013  | 6th Korea Drama Awards                       | Best Production Director                      | Shin Woo-chul               |          |
| 2013  | 6th Korea Drama Awards                       | Top Excellence Award, Actor                   | Lee Seung-gi                |          |
| 2013  | 6th Korea Drama Awards                       | Excellence Award, Actress                     | Suzy                        |          |
| 2013  | 6th Korea Drama Awards                       | Best Couple Award                             | Lee Seung-gi et Bae Suzy    |          |
| 2013  | 6th Korea Drama Awards                       | Best Original Soundtrack                      | Only You - 4Men             |          |
| 2013  | 5th MelOn Music Awards                       | Best Original Soundtrack                      | Only You - 4Men             |          |
| 2013  | 15th Mnet Asian Music Awards                 | Best Original Soundtrack                      | Don't Forget Me - Bae Suzy  |          |
| 2013  | 2nd APAN Star Awards                         | Excellence Award, Actor                       | Lee Seung-gi                |          |
| 2013  | 2nd APAN Star Awards                         | Acting Award, Actor                           | Lee Sung-jae                |          |
| 2013  | 2nd APAN Star Awards                         | Best New Actor                                | Choi Jin-hyuk               |          |
| 2013  | 2nd APAN Star Awards                         | Best New Actress                              | Lee Yu-bi                   |          |
| 2013  | 2nd APAN Star Awards                         | Best Action                                   | Gu Family Book              |          |
| 2013  | MBC Drama Awards                             | Drama of the Year                             | Gu Family Book              |          |
| 2013  | MBC Drama Awards                             | Top Excellence Award, Actor in a Miniseries   | Lee Seung-gi                |          |
| 2013  | MBC Drama Awards                             | Top Excellence Award, Actress in a Miniseries | Suzy                        |          |
| 2013  | MBC Drama Awards                             | Excellence Award, Actress in a Miniseries     | Lee Yeon-hee                |          |
| 2013  | MBC Drama Awards                             | Best New Actor                                | Choi Jin-hyuk               |          |
| 2013  | MBC Drama Awards                             | Best New Actress                              | Lee Yu-bi                   |          |
| 2013  | MBC Drama Awards                             | Popularity Award                              | Lee Seung-gi                |          |
| 2013  | MBC Drama Awards                             | Popularity Award                              | Bae Suzy                    |          |
| 2013  | MBC Drama Awards                             | Best Couple Award                             | Lee Seung-gi and Bae Suzy   |          |
| 2014  | 50th Baeksang Arts Awards                    | Best New Actor (TV)                           | Choi Jin-hyuk               |          |
| 2014  | 50th Baeksang Arts Awards                    | Most Popular Actor (TV)                       | Lee Seung-gi                |          |
| 2014  | 50th Baeksang Arts Awards                    | Most Popular Actor (TV)                       | Choi Jin-hyuk               |          |
| 2014  | 50th Baeksang Arts Awards                    | Most Popular Actress (TV)                     | Bae Suzy                    |          |
| 2014  | 2nd Asia Rainbow TV Awards                   | Outstanding Costume Drama                     | Gu Family Book              |          |
| 2014  | 2nd Asia Rainbow TV Awards                   | Outstanding Leading Actor                     | Lee Seung-gi                |          |
| 2014  | 2nd Asia Rainbow TV Awards                   | Outstanding Supporting Actor                  | Choi Jin-hyuk               |          |
| 2014  | 2nd Asia Rainbow TV Awards                   | Best Supporting Actress                       | Lee Yu-bi                   |          |
| 2014  | 2nd Asia Rainbow TV Awards                   | Outstanding Director                          | Shin Woo-chul               |          |
| 2014  | 2nd Asia Rainbow TV Awards                   | Best Scriptwriter                             | Kang Eun-kyung              |          |
| 2014  | 2nd Asia Rainbow TV Awards                   | Best Theme Song                               | Only You - 4Men             |          |
| 2014  | 16th Seoul International Youth Film Festival | Best Young Actor                              | Sung Joon                   |          |
| 2014  | 16th Seoul International Youth Film Festival | Best Young Actress                            | Bae Suzy                    |          |